# Микатарра (графство)
Микатарра — графство в штате Западная Австралия, Австралия. Входит в состав региона Средний Запад. Административный центр — город Микатарра. Население — 1224 чел. (по оценке на 30 июня 2008 года).

## История
Первый орган местного самоуправления здесь возник в 1909 году. Официально Микатарра стала графством с 1 июля 1961 года согласно закону о местном самоуправлении.

## Административное деление и власть
Графство относится к Северо-Западному избирательному округу.
Внутри Микатарры выделяется три избирательных округа:
- Городской (англ. Town Ward) — 5 представителей в Совете графства;
- Нэннин (англ. Nannine Ward) — 2 представителя;
- Пик-Хилл (англ. Peak Hill Ward) — 2 представителя.

На территории округа расположены 3 города («тауна») — Микатарра, Каприкорн и Кумарина, несколько местечек (в том числе, Пик-Хилл), а также ряд городков, ныне заброшенных: Эбботс, Габанинта, Хорсшу, Нэннин и Порлелл.